# إذا لم يأت الغد أبدا (فلم)
إذا لم يأتِ الغد أبدًا (بالإنجليزية: If Tomorrow Never Comes) هو فيلم درامي غاني من كتابة وإخراج باسكال أمانفو وإنتاج شركة واي ني برودكشن (بالإنجليزية: YN Productions).

## القصّة
يتتبَّعُ الفيلم الحياة المضطربة لأورابينا التي انتحرت والدتها فقرر عمها بيع أورابينا معبدة وكسب بعض المال.

## طاقم التمثيل
هذه قائمةٌ بأبرز الممثلين والممثلات الذين شاركوا في تصوير الفيلم:
- إيفون نيلسون
- كويكو إليوت
- ميشيل ماكيني هاموند
- ديامي أوكانلوان
- بليندا آسياماه
- ريبيكا أتشيمبونج
- بسمارك نيي أودوي
- ديفيد دونتو
- أوفيليا دزيدورمو
- كريستي أوكاتا

## العرض الأول
عُرض الفيلم لأول مرة في مهرجان أفريقيا السينمائي الدولي عام 2016.